# Maria Antonia af Spanien
Maria Antonia af Spanien ("Maria Antonia" Fernanda), (født i Sevilla 17. november 1729, død 19. september 1785 på slottet Moncalieri), spansk infanta (prinsesse) og dronning af Sardinien.
Maria Antonia blev gift d. 31. maj 1750 med kong Viktor Amadeus III af Sardinien. Hun var datter af kong Filip 5. af Spanien og Elisabet Farnese.